# Stazione di Headstone Lane
La stazione di Headstone Lane è una stazione situata nel borgo londinese di Harrow. È servita da ogni ora quattro treni suburbani transitanti sulle due direzioni della linea lenta per Watford.